# Jacques-Joseph Haus
Jacques-Joseph Haus (9. januar 1796 i Würzburg – 23. februar 1881 i Gent), var en belgisk strafferetslærer.
Haus blev doctor philosophiæ 1814, doctor juris 1817 og samme år kaldet til professor ved det nyoprettede universitetet i Gent. I sit ny fædreland erhvervede han sig stor anseelse. Han og Jean Servais Guillaume Nypels stod som Belgiens hovedrepræsentanter i den europeiske strafferetslitteratur. 
Foruden en lang række akademiske rapporter og lignende skrev Haus Observations sur le projet de revision du code pénal, présenté aux chambres belges, suivies d'un nouveau projet (I–III 1835–36) – sammen med Nypels tog Haus ivrig del i forarbejderne til den ny belgiske straffelov –, Cours de droit criminel (1857, 3. udgave 1864), Du principe d'expiation, considéré comme base de la loi pénale (1865), La peine de mort, son passé, son présent, son avenir (1867), det berømte Principes généraux du droit pénal Belge (1867, 3. udgave 1879) og La pratique criminelle de Damhouder et les ordonnances criminelles de Philippe II ("Bulletins de l'Académie royale de Belgique des Sciences, des lettres et des Beaux-Arts de Belgique" XXXI og XXXII, Bruxelles 1871). 